# Nils Thorell
Nils Lauritz Thorell, ofta N.L. Thorell, född 10 januari 1874 i Trelleborg, död 10 december 1948 i Limhamns församling, Malmö, var en svensk ingenjör.
Thorell, som var son till Jöns Thorell och Elsa Kristensson, genomgick Malmö tekniska elementarskola och företog studieresor till Tyskland, Frankrike och Storbritannien. Han var underverkmästare vid Kockums Mekaniska Verkstads AB:s vagnsavdelning 1893–1904, verkstadsingenjör och chef för Kalmar Verkstads AB 1904–1910 och var därefter, som efterträdare till Jöns Hyllington, chef för Kockums Mekaniska Verkstads AB:s vagnsavdelning 1910–1942 samt överingenjör där 1940–1942. Han skrev avdelningen Tillverkning av järnvägsmateriel i den av Carl-Eduard von Seth utgivna historiken Kockums Mekaniska Verkstads AB Malmö 1840–1940 (1940).